# FMV
FMV (англ. full-motion video, дословно — «полностью подвижное видео») — широко использовавшееся в 1990-х годах название, применявшееся к видеозаставкам в компьютерных и видеоиграх. Подобные заставки могут содержать «живое видео» (с участием актёров), традиционную или компьютерную анимацию, а также звуковое сопровождение.

## История
Использование видеозаставок, в которых каждый кадр может полностью отличаться от предыдущего, стало возможным с развитием средств мультимедиа и распространению CD-ROM в качестве сменного носителя данных большого объёма. До этого заставки в играх создавались программным способом, с использованием спрайтов и графики фона. Анимация в них сводилась к прокрутке фона и изменению небольшой части изображения (рта персонажа во время разговора и т. п.).
Видеозаставки в играх получили особое внимание и являлись своего рода «вау-эффектом» в связи с тем, что до второй половины 1990-х годов просмотр обычных фильмов на компьютере и игровых консолях не был распространённой практикой. Стандартные форматы хранения видео на компакт-дисках появились в 1991 и 1993 году (CD-i и Video CD). Для просмотра их на компьютере требовался 486 процессор (остававшийся топовым до 1993 года и появления Pentium) или карта аппаратного декодера MPEG. Для просмотра Video CD на плеере Philips CD-i и игровых консолях 3DO, Sega Saturn и Sony PlayStation требовался отдельный аппаратный декодер MPEG.
В ранних видеозаставках использовались видеосъёмки живых актёров. При этом бюджет заставок обычно был очень низким по сравнению с видеофильмами и кинофильмами, что приводило к использованию плохих декораций и участию малоизвестных актёров. Часто в качестве декораций использовалась компьютерная графика. Тем не менее подобные заставки стали одной из причин популярности некоторых игровых серий (в частности, Command & Conquer). В некоторых играх по мотивам фильмов и мультфильмов использовались фрагменты видео из оригинальных произведений, для некоторых создавались дополнительные сцены. Например, анимация для заставок в игре Ghost in the Shell (1997), созданной по мотивам одноимённого анимационного фильма, была создана той же компанией, что и сам фильм.
Среди редких примеров заставок с относительно высоким бюджетом и участием известных актёров — игры Wing Commander III: Heart of the Tiger (1994) и Wing Commander IV: The Price of Freedom (1996), позиционировавшиеся как интерактивные фильмы и являвшиеся самыми высокобюджетными играми своего времени: 4 млн и 12 млн (по некоторым сведениям, 14 млн) долларов соответственно. В Wing Commander IV также была впервые использована съёмка на 35-миллиметровую киноплёнку для создания игровых заставок.
После середины 1990-х годов видеосъёмки стали использоваться редко, их вытеснила компьютерная 3D-анимация. Так как её качество было выше, чем качество игровой графики, а её применение в мультфильмах только начиналось, видеозаставки в играх сохраняли «вау-эффект». Заставки, выполненные с помощью компьютерной анимации, являлись важной частью ряда игр компании Squaresoft в 1997—2000 годах. Squaresoft и Capcom, активно использовавшие качественную пререндерённую 3D-графику и анимацию в своих играх, впоследствии выпустили полнометражные мультфильмы с 3D-анимацией по мотивам некоторых своих игр.
В настоящее время видеозаставки в играх частично вытеснены роликами «на движке», но они продолжают применяться и обычно содержат высококачественную компьютерную 3D-анимацию.

## Применение
Технология получила широкое распространение на домашних компьютерах и игровых консолях начала 1990-х годов, имевших CD-привод. Так как видеозаставки имеют большой объём, FMV-ролики очень редко встречались на консолях того времени, использовавших картриджи. Среди немногочисленных примеров — вступительные ролики игр Sonic 3D (1996) и Red Zone (1994) для Sega Mega Drive.
Технология FMV применялась не только в заставках, но и для создания видеоигр, использующих её для организации игрового процесса (всего или значительной части). Игры, использующие технологию в подобном качестве, получили собирательное обозначение FMV-игры. Однако их жанр и игровые возможности могут сильно различаться.

## Технология
В играх для PC и многих игровых консолей использовалось программное декодирование видеоданных, сжатых различными алгоритмами.
Ранние игры использовали специально разработанные алгоритмы сжатия видео, оптимизированные для определённого содержания (например, живое видео или рисованная анимация). Некоторые компании разработали собственные форматы видео, которые использовала в ряде своих игр, — например, формат VMD (Video and Music Data) компании Sierra или формат VQA компании Westwood Studios.
В 1992 году был выпущен видеокодек Cinepak, разработанный для сжатия видео с разрешением 320x240 пикселей и битрейтом 150 килобайт в секунду (скорость самого медленного CD-привода). Он применялся во многих играх, включая игры для игровых консолей 3DO, Atari Jaguar CD, Sega CD и Sega Saturn.
Ограниченные вычислительные возможности компьютеров и игровых консолей начала 1990-х годов, а также низкая скорость чтения данных с CD-дисков (150 или 300 килобайт в секунду) не позволяли реализовать сложные и эффективные алгоритмы сжатия видео, что приводило к большому количеству артефактов сжатия, также вынуждая использовать низкое разрешение и частоту кадров. В некоторых играх для PC в середине 1990-х годов для повышения качества видео использовался чересстрочный вывод изображения (строка видео, пустая строка). Это снижало вертикальное разрешение изображения вдвое и удваивало битрейт для кодирования оставшихся строк.
Игровая консоль Sony PlayStation имела аппаратный декодер сжатых данных, совместимый со стандартами MJPEG и H.261. Не имевшие коммерческого успеха игровые консоли Bandai Playdia и NEC PC-FX также использовали аппаратные декодеры для воспроизведения видео.
В настоящее время для сжатия видео в играх используются современные кодеки, в частности специально разработанные для подобного применения Smacker (256-цветное видео, использовался в более чем 2000 игр) и Bink (полноцветное видео, более 4000 игр), а также популярные кодеки общего назначения — Windows Media Video, DivX и Theora.